# Volkswagen Caravelle

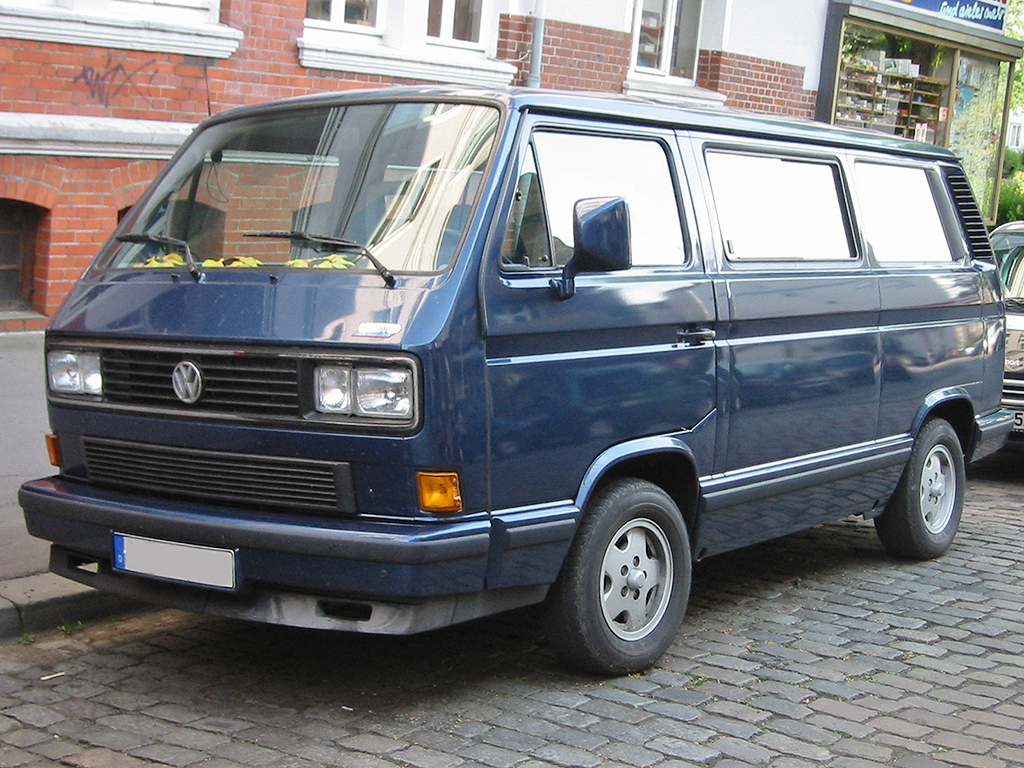
Volkswagen Caravelle

Volkswagen Caravelle är en bilmodell från Volkswagen (Volkswagen Nyttofordon) lanserad 1980 med namnet Caravelle, som är en variant av Volkswagen Transporter.
Modellen tillhör segmentet nyttofordon.
Fordonet är utrustat med en svansmonterad dieselmotor med en cylindervolym på 1,6 liter.